# Runaway (album Wishbone Ash)
Runaway – szósty album koncertowy Wishbone Ash.

## Lista utworów
Album zawiera utwory:
1. Helpless
2. Runaway
3. Warrior
4. Lorelei
5. Persephone
6. (In All Of My Dreams) You Rescure Me
7. Outward Bound
8. Mother Of Pearl
9. Rest In Peace
10. Time Was
11. Bad Weather Blues